# House of D
House of D is een Amerikaanse dramafilm uit 2004, geregisseerd door David Duchovny die daarmee zijn regiedebuut maakte. De hoofdrollen worden vertolkt door Duchovny, Anton Yelchin, Téa Leoni, Erykah Badu, Frank Langella, Zelda Williams en Robin Williams. De film ging in première op het Tribeca Film Festival op 7 mei 2004.

## Verhaal
Al dertien jaar woont de Amerikaan Tom Warhol in Parijs. Maar niemand weet dat hij de laatste tijd een heel ander persoon is en een heel ander leven leidde. Tom vertelt zijn zoon dat hij als 13-jarige tiener in New York woonde en droomde van de toekomst. Tom zal het geheim van zijn hele leven aan zijn zoon onthullen, hem de mysteries van het verleden vertellen, om zijn gedachten opnieuw te ervaren en die gevoelens en emoties te ervaren die zijn ziel op dat moment vulden. Immers, het verleden was niet gemakkelijk en kosten te veel.

## Rolverdeling
| Acteur         | Personage               |
| -------------- | ----------------------- |
| David Duchovny | Tom Warshaw (volwassen) |
| Anton Yelchin  | Tommy Warshaw (kind)    |
| Robin Williams | Pappas                  |
| Téa Leoni      | Katherine Warshaw       |
| Erykah Badu    | Lady / Bernadette       |
| Frank Langella | Dominee Duncan          |
| Zelda Williams | Melissa                 |
| Orlando Jones  | Superfly                |
| Willie Garson  | Kaartjes verkoper       |

## Ontvangst
De film ontving op Rotten Tomatoes 10% goede reviews, gebaseerd op 102 beoordelingen. Op Metacritic werd de film beoordeeld met een metascore van 33/100, gebaseerd op 31 critici.